# Риттих, Александр Александрович
Алекса́ндр Алекса́ндрович Ри́ттих (27 сентября 1868 — 15 июня 1930, Лондон) — государственный деятель Российской империи, гофмейстер Двора Его Императорского Величества (06.05.1913), последний министр земледелия в 1916—1917 годах.

## Семья и образование
Из лифляндского дворянского рода. Сын генерал-лейтенанта Александра Фёдоровича Риттиха.
В 1888 году окончил Александровский лицей с большой золотой медалью.

## Государственная служба
С 1888 года служил в Министерстве внутренних дел, с 1890 года — младший помощник делопроизводителя, с 1892 года — старший помощник делопроизводителя Земского отдела МВД. В 1893—1894 годах — также репетитор Александровского лицея.
В 1895—1898 годах — исправляющий должность секретаря, затем секретарь при директоре Департамента полиции МВД.
С 1898 года — чиновник особых поручений при Переселенческом управлении МВД. В 1898—1899 годах находился в командировке в Уссурийском крае, где исполнял должность заведующего переселенческим делом. В 1901 и 1902 годах неоднократно временно исполнял обязанности помощника начальника Переселенческого управления.
В 1902—1903 годах, одновременно, делопроизводитель Особого совещания о нуждах сельскохозяйственной промышленности под руководством С. Ю. Витте. Руководил составлением систематического свода трудов местных сельскохозяйственных комитетов. Материалы совещания позднее стали одним из источников Столыпинской аграрной реформы.
С 1903 года — чиновник особых поручений при Министерстве финансов, статский советник. Автор работ по вопросам крестьянского землепользования и правового положения крестьян.

## Служба в ведомстве земледелия
С 1905 года — директор департамента государственных земельных имуществ Главного управления землеустройства и земледелия. С 1906 года — действительный статский советник. Одновременно, был управляющим делами Комитета по землеустроительным делам. Один из основных разработчиков и исполнителей Столыпинской аграрной реформы. Участвовал в подготовке основных законодательных актов реформы, направлялся в командировки для непосредственного руководства её проведением.
С сентября 1912 года — товарищ (заместитель) главноуправляющего земледелием и землеустройством А. В. Кривошеина, был его ближайшим сотрудником. С 1913 года, одновременно, гофмейстер Двора Его Императорского Величества. С 1915 года — товарищ министра земледелия. С марта 1916 года, одновременно, сенатор.
С 14 ноября 1916 года — временно управляющий, с 29 ноября 1916 года — управляющий министерством земледелия, с 12 января 1917 года — министр. По словам его коллеги, министра финансов П. Л. Барка, «новый министр был необычайно энергичен, отлично знал дела своего ведомства… знал страну лучше всех других членов кабинета».
29 ноября 1916 года подписал постановление о хлебной развёрстке, а 7 декабря были определены нормы губернских поставок с последующим расчётом продразвёрстки по уездам и волостям. С января 1917 года официально ввёл продовольственную развёрстку — в значительно смягчённой, по сравнению с последующей практикой большевиков, форме. Объездил ряд губерний для руководства введением развёрстки, посетил Западный и Юго-Западный фронты. Пытался сотрудничать с Государственной думой в деле борьбы с продовольственным кризисом, но встретил неприятие со стороны оппозиции (которая негативно отреагировала на его речь в Думе 17 февраля 1917 года).
Во время Февральской революции вместе с Н. Н. Покровским безуспешно пытался вести переговоры с представителями Государственной думы. После свержения монархии скрывался, был арестован, но затем освобождён.

## После революции
В 1918 году жил в Одессе. В 1919 году эмигрировал. Жил в Англии, где был директором русского банка в Лондоне. В 1920 году А. В. Кривошеин предложил ему пост в правительстве Юга России, действовавшем в Крыму при генерале П. Н. Врангеле, но Риттих отказался, так как «потерял веру в свои силы».
В 1921 году входил в состав русского общества в Англии для помощи голодающим в России.

## Мнения о Риттихе
А. И. Солженицын
Александр Риттих, выпадавший из традиции последних русских правительств — отсутствующих, безличных, параличных, сам из того же образованного слоя, который десятилетиями либеральствовал и критиковал, Риттих, весь сосредоточенный на деле, всегда готовый отчитываться и аргументировать, словно нарочно был послан судьбою на последнюю неделю русской Государственной Думы, чтобы показать, чего стоила она и чего хотела. Всё время её критика била в то, что в правительстве нет знающих деятельных министров, — и вот появился знающий, деятельный, и на самом ответственном деле, — и тем более надо было его отвергнуть!
А. А. Брусилов:
Это был человек, по видимому, умный и энергичный, распорядительный. Он мне говорил, что попал в министры совершенно для себя неожиданно, и этого поста ни в каком случае не хотел занять; почему его выбрали в министры, он понять не мог, ибо с Распутиным никаких отношений не имел и даже никогда его не видал, никакой протекцией не пользовался, да и царя лично знает очень мало. Риттих предполагал, что некого было назначить на такое трудное место, отказаться от этого поста не считал себя вправе ввиду переживаемого времени, делал, что мог, но сознавал бесполезность своего труда потому, что будучи только что назначенным министром земледелия, он не сомневался, что не успеет он доехать до Петербурга, как будет уже сменён без всякой причины.

## Награды
- Орден Святого Станислава 3-й степени (30.08.1891)
- Орден Святой Анны 3-й степени (02.04.1895)
- Орден Святого Станислава 2-й степени (09.04.1900)
- Орден Святого Владимира 4-й степени (23.03.1904)
- Орден Святого Владимира 3-й степени (06.12.1908)
- Орден Святого Станислава 1-й степени (18.04.1910)
- Орден Святой Анны 1-й степени (06.12.1914)
- Орден Святого Владимира 2-й степени (06.12.1916)

## Труды
- Риттих А. А. Зависимость крестьян от общины и мира. — СПб.: Тип. В.Ф.Киршбаума, 1903. — 216 с.
- Риттих А. А. Крестьянское землепользование. Свод трудов местных комитетов по 49 губерниям Европейской России / Высоч. утвержд. особое совещание о нуждах с.х. промышленности. — СПб.: Тип. В.Ф.Киршбаума, 1903. — 126 с. (просмотр на сайте archive.org)